# Навархос Миаулис
„Навархос Миаулис“ (на гръцки: Ναύαρχος Μιαούλης – „Адмирал Миаулис“) e гръцки ветроходно-парен крайцер от края на 19 век.
Получава името си в чест на командващия флота на остров Идра и по-късно, на целия гръцки флот по време на революцията, адмирал Андреас-Вокос Миаулис. Цената му се равнява приблизително на 2,3 милиона златни драхми.

## История
Корабът е поръчан от гръцкото правителство в рамките на програмата за изграждането на флот, след неудачното въстание на остров Крит през 1866 г., когато за пробив на блокадата на острова, установена от османските кораби, гръцкото кралство, разполагащо с незначителен военноморски флот, използва само няколко въоръжени търговски парахода: „Панелинион“, „Аркади“ и „Еносис“.
Парите за строителството на крайцера (2,3 милиона златни драхми) са предоставени от „Общество за създаване на национален флот“ (на гръцки: ΕΤΑΙΡΕΙΑ ΠΡΟΣ ΣΧΗΜΑΤΙΣΜΟ ΕΘΝΙΚΟΥ ΣΤΟΛΟΥ), което е създадено през 1866 г. от ветерана и герой от Гръцката революция, капитанът на брандер Константис Никодимос. Това е първия принос на „Обществото“ за строителството на новия флот. „Навархос Миаулис“ е възложен на френската фирма Société Nouvelledes Forges et Chantiers de la Méditerranée и построен в корабостроителницата Forges & Chantiers de La Med La Seyne.
Проектът на кораба е изготвен от известната тогава корабостроителна компания Logan. За епохата си, той е един от най-красивите кораби, с ветрилна площ от 1 720 квадратни метра (по-късно, по време на океанските преходи площта на ветрилата е намалена). Корпусът в средата е от стомана, в двата края – от дърво.
Изпреварвайки времето си, корабът е обявен от гръцкия флот за лек крайцер 2-ри ранг. След строителството, отново във френски корабостроителници, на броненосците „Идра“, „Спецес“ и „Псара“, „Навархос Миаулис“ бързо губи значението си за гръцкия флот.
По време на поредното критско въстание през 1897 – 1898 г., крайцерът е част от групата гръцки военни кораби, под командването на Аристид Райнек, изпратена към Крит..
Появата на корабите довежда до това, че въстаниците издигат гръцкия флаг в предградието на Ханя, Халепе, и провъзгласяват присъединяването си към Гърция на 25 януари 1897 г..
С началото на гръцко-турската война от 1897 г. „Навархос Миаулис“ е зачислен в Западната (Йоническа) флотилия на капитан Д. Криезис.
След войната корабът е използван като учебен кораб за школа за мичмани и за демонстрация на флага в страните от Средиземно море и Атлантика.
През 1900 г. под командването на капитан и бъдещ адмирал Павлос Кундуриотис, корабът посещава Бостън и Филаделфия в САЩ.

## Предшественици
- „Миаулис“ (канонерка). Влиза в състава на флота през 1833 г.

## Наследници
- Миаулис (разрушител), клас HUNTIII, бивш британски HMS MODBUR. Влиза в състава на флота през 1942 г.
- Миаулис II (разрушител) клас Allen Sumner FRAM II. Влиза в състава на флота през 1971 г.